# Lacanobia juncta
Lacanobia juncta är en fjärilsart som beskrevs av Barend J. Lempke 1964. Lacanobia juncta ingår i släktet Lacanobia och familjen nattflyn. Inga underarter finns listade i Catalogue of Life.